# Chae Jong-hyeop
Chae Jong-hyeop (en hangul, 채종협; 19 de mayo de 1993) es un actor y modelo surcoreano. Interpreta varios papeles en dramas coreanos, entre ellos Hot Stove League, El mito de Sísifo, Aun así, Love All Play, Cómo desbloquear a mi jefe y El naufragio de una diva.

## Carrera
Es miembro de la agencia YNK Entertainment.
A finales de 2019 se unió al elenco recurrente de la serie Hot Stove League (también conocida como Stove League), donde dio vida a Yoo Min-ho, un joven prospecto y lanzador en ascenso que se une al equipo «Dreams».
En febrero de 2021 se unió al elenco recurrente de la serie Sisyphus: The Myth, donde interpretó a Sseon (Sun), un joven con una personalidad dulce y hábil, que se muda a Seúl para apoyar a su madre y a su hermano menor, hasta el final de la serie el 8 de abril del mismo año.
El 16 de julio del mismo año se unió al elenco principal de la serie The Witch's Diner (también conocida como "Come to the Witch's Restaurant"), donde dio vida a Lee Gil-yong, un estudiante que se prepara para tomar el examen de desarrollo educativo general (GED) y cuyo sueño de asistir a una universidad de educación física (ya que era corredor de fondo en la escuela secundaria), ha terminado después de sufrir una ruptura en su menisco.
El 20 de abril de 2022 se unió al elenco principal de la serie Love All Play (también conocida como "Going to You at a Speed of 493 km"), donde interpreta a Park Tae-joon, un joven quien naturalmente terminó en el mundo del bádminton debido al negocio de equipos de bádminton de sus padres, cuya pasión por el deporte se reaviva cuando conoce a Park Tae-yang (Park Ju-hyun). En diciembre del mismo año protagonizó la serie de ENA Cómo desbloquear a mi jefe, con el papel de Park In-seong, un joven desempleado cuya vida cambia cuando encuentra un peculiar teléfono.

## Filmografía

### Series de televisión
| Año  | Título                     | Personaje          | Notas                     | Ref.                 |
| ---- | -------------------------- | ------------------ | ------------------------- | -------------------- |
| 2017 | Between Friends            | Moon Do-hyuk       | 8 episodios               |                      |
| 2017 | No Bad Days                | Choi Joon-ho       | 10 episodios              |                      |
| 2019 | Rumor                      | Park Seon-jae      | Serie web, 8 episodios    |                      |
| 2019 | Hot Stove League           | Yoo Min-ho         |                           |                      |
| 2021 | El mito de Sísifo          | Choi Jae-sun (Sun) |                           |                      |
| 2021 | Aun así                    | Yang Do-hyuk       | 10 episodios              | [ 13 ] [ 14 ]        |
| 2021 | The Witch's Diner          | Lee Gil-yong       | 8 episodios               | [ 15 ] [ 16 ]        |
| 2022 | Shooting Stars             | Ham Yoo-jin        | Aparición especial, ep. 5 | [ 17 ]               |
| 2022 | Love All Play              | Park Tae-joon      | 16 episodios              | [ 18 ] [ 19 ]        |
| 2022 | Cómo desbloquear a mi jefe | Park In-sung       | 12 episodios              | [ 20 ]               |
| 2023 | Nos vemos en mi 19.ª vida  | Bok-dong           | Aparición especial        | [ 21 ]               |
| 2023 | El naufragio de una diva   | Kang Bo-geol       | 12 episodios              | [ 22 ]               |
| 2024 | Serendipity's Embrace      | Kang Hoo-young     | 8 episodios               | [ 23 ] [ 24 ] [ 25 ] |

### Programas de variedades
| Año  | Título                           | Notas                 |
| ---- | -------------------------------- | --------------------- |
| 2021 | Running Man                      | (ep. #564) - invitado |
| 2021 | DoReMi Market (Amazing Saturday) | invitado              |

### Presentador
| Año  | Evento                           | Notas                    |
| ---- | -------------------------------- | ------------------------ |
| 2021 | The Fact Music Awards (2021 TMA) | presentador de categoría |

### Anuncios
| Año  | Título         | Notas |
| ---- | -------------- | ----- |
| 2019 | Ferrero Rocher |       |

### Revistas / sesiones fotográficas
| Año  | Título                | Notas  |
| ---- | --------------------- | ------ |
| 2021 | GQ Magazine           | [ 31 ] |
| 2021 | Cosmopolitan Magazine | [ 32 ] |

## Premios y nominaciones
| Año  | Premio                  | Categoría                       | Trabajo         | Resultado | Notas  |
| ---- | ----------------------- | ------------------------------- | --------------- | --------- | ------ |
| 2022 | KBS Drama Awards        | Premio a la Popularidad (Actor) | Love All Play   | Nominado  |        |
| 2022 | KBS Drama Awards        | Mejor actor revelación          | Love All Play   | Ganó      |        |
| 2022 | Korea First Brand Award | Mejor actor revelación          | Chae Jong-hyeop | Ganó      | [ 33 ] |